# Giuseppe Lazzarotto
Giuseppe Lazzarotto (ur. 24 maja 1942 w Carpané di San Nazario we Włoszech) – duchowny katolicki, arcybiskup, nuncjusz apostolski.

## Życiorys
1 kwietnia 1967 otrzymał święcenia kapłańskie i został inkardynowany do diecezji Padwy. W 1967 rozpoczął przygotowanie do służby dyplomatycznej na Papieskiej Akademii Kościelnej. 
23 lipca 1994 został mianowany przez Jana Pawła II nuncjuszem apostolskim w Iraku i Jordanii oraz arcybiskupem tytularnym Numana. Sakry biskupiej 7 października 1994 udzielił mu kard. Angelo Sodano. 
W 2000 został przeniesiony do nuncjatury w Irlandii. 
22 grudnia 2007 został nuncjuszem w Australii.
18 sierpnia 2012 został nuncjuszem w Izraelu. Reprezentuje również Watykan wobec władz Autonomii Palestyńskiej. 30 sierpnia został równocześnie akredytowany nuncjuszem apostolskim na Cyprze.
28 sierpnia 2017 przeszedł na emeryturę.